# 新日本海重工業
新日本海重工業株式会社（しんにほんかいじゅうこうぎょう）は、富山県富山市に本社・事業所を置く機械設備製造・鋼構造物製造・船舶修繕事業者である。

## 概要

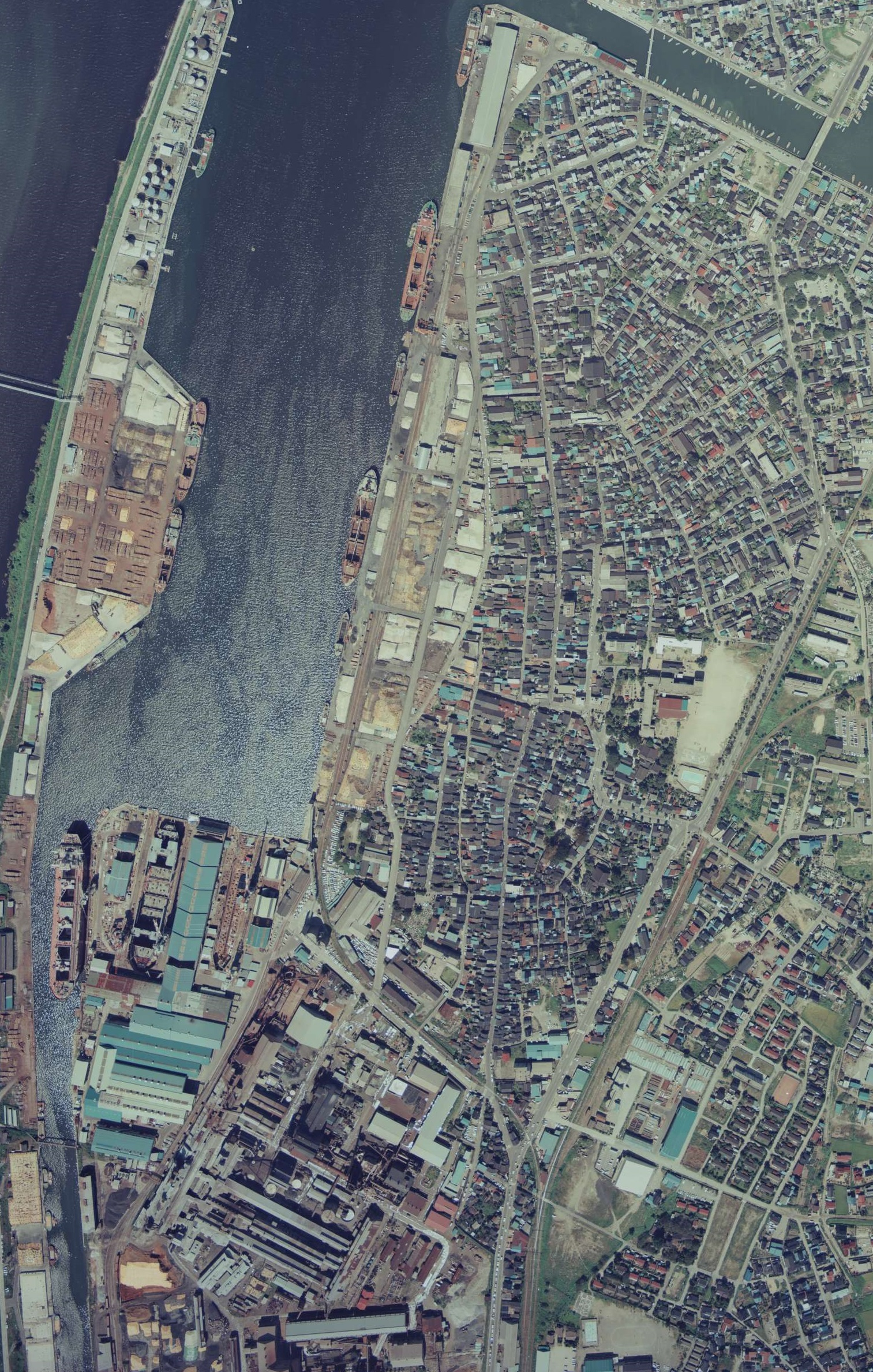
日本海重工業当時の本社・工場周辺（1975年）

1940年（昭和15年）に設立された日本海船渠工業株式会社にルーツを有する。同社は、当時の日本海側で唯一の乾ドック（1万トンドック）を有する造船所として、富山県下の地元資本を中心に設立され、戦後の1951年（昭和26年）に日本海重工業株式会社に改称し、造船業のほか陸上機械装置の製作等も行っていた。
1978年（昭和53年）に、日本海重工業は、陸上機械装置の設計・製作・据付工事を担当する子会社として日重技研株式会社を設立し、その後日重技研は1987年（昭和62年）に新日本海重工業株式会社に改称した。同年、1980年代の造船不況を受けた造船業界再編により、日本海重工業は造船業から撤退し、陸上機械装置事業と船舶修繕事業については別法人に移管して存続させることとなり、新日本海重工業がこれらの存続事業を全面的に譲受して事業を開始した。
2021年現在、ロータリーキルン・環境関連設備などの産業機械・プラントの製造・据付・メンテナンスや、橋梁などの鋼構造物の製造・据付、船舶の検査・修繕を主力事業としている。筆頭株主は太平洋セメントである。

## 主要事業

### 産業機械
- 焼成装置（ロータリーキルンなど）[4]
- 乾燥機・冷却機[4]
- 混練機[4]
- 造粒機[4]
- 排ガス処理設備[4]
- その他[4]

### プラント
- 石灰焼成設備[5]
- 廃棄物焼却設備[5]
- 飛灰固化設備[5]
- 炭化処理設備[5]
- 各種搬送省力化設備[5]
- その他[5]

### 鉄構機器
- 橋梁[7]
- 圧力容器[7]
- 貯槽タンク[7]
- その他[7]

### 船舶修繕
5,700総トンまでの各種船舶の検査・修繕を行う。伏木富山港で保存展示されている海王丸 (初代)の修繕業務も担当する。

#### 主要設備
- ドック
  - 修繕用ドック：110.2m×21.8m 入渠最大船舶 5,700GT[3][8]
  - 第3ドック：55.8m×21.8m 入渠最大船舶 500GT[3]

年間約100隻の修繕能力があり、新造船についても年間3,000GTの建造能力がある。

## 沿革
- 1940年（昭和15年）10月 - 日本海船渠工業株式会社設立[1][2]。
- 1951年（昭和26年）8月 - 日本海船渠工業が日本海重工業株式会社に改称[1][2]。
- 1978年（昭和53年）3月 - 日本海重工業が、陸上機械装置の設計・製作・据付工事を担当する子会社として日重技研株式会社を設立[1][2][3]。
- 1987年（昭和62年）
  - 3月 - 日重技研が新日本海重工業株式会社に改称[1][2][3]。
  - 6月 - 日本海重工業は造船業から撤退し、新日本海重工業が陸上機械装置事業と船舶修繕事業を全面的に譲受[1][2][3]